# Théophile De Becker
Théophile Antoine Hubert De Becker (Aarschot, 4 maart 1829 - 23 maart 1908) was een Belgisch arts en katholiek politicus voor de Katholieke Partij.

## Levensloop
De Becker studeerde geneeskunde aan de Katholieke Universiteit Leuven. Vervolgens keerde hij terug naar zijn geboortestad, alwaar hij zich vanaf 1853 vestigde als arts. Toen Aarschot omstreeks 1866 door een cholera-epidemie werd getroffen zette hij zich vanuit deze hoedanigheid uitzonderlijk in voor de bevolking. Hiervoor werd hij na afloop van de epidemie door het stadsbestuur gehuldigd.
Daarnaast was hij ook politiek actief. Eerst als schepen van de "Kasseistampersstad" en vervolgens, vanaf 22 december 1884, als burgemeester. Hij volgde in dit mandaat Hendrik Jannes op. Een functie die hij bleef bekleden tot aan zijn dood. Hij werd als burgemeester opgevolgd door Joseph Tielemans. Onder zijn bestuur werd onder meer de buurtspoorlijn Haacht-Aarschot-Tienen gerealiseerd. Hiermee werd getracht een antwoord te bieden aan de seizoens- en pendelarbeid van de arbeiders in de regio naar de Waalse steenkoolmijnen en Tiense bietenvelden.
In Aarschot bevindt er zich een straat die naar hem werd vernoemd, met name de Theo De Beckerstraat. Deze droeg oorspronkelijk de benaming Neerstraat, tot het Aarschotse stadsbestuur op 3 april 1908 besloot de straat te hernoemen als eerbetoon aan haar kort daarvoor overleden burgemeester.